# Heike Fischer
Pour les articles homonymes, voir Fischer.
Heike Fischer, née le 7 septembre 1982 à Demmin, est une plongeuse allemande en activité dans les années 2000. 

## Palmarès

### Jeux olympiques
- Jeux olympiques de 2008 à Pékin  Chine :
  -  Médaille de bronze du plongeon synchronisé à 3 m (avec Ditte Kotzian).

### Championnats du monde
- Championnats du monde 2005 à Montréal  Canada :
  -  Médaille de bronze du tremplin à 1 m.

- Championnats du monde 2007 à Melbourne  Australie :
  -  Médaille d'argent du plongeon synchronisé à 3 m (avec Ditte Kotzian).